# Clossiana toddi
Clossiana toddi is een vlinder uit de familie van de Nymphalidae. De wetenschappelijke naam van de soort is voor het eerst geldig gepubliceerd in 1928 door William Jacob Holland.